# Fussballclub Winterthur 1992-1993
Questa voce raccoglie le informazioni riguardanti il Fussballclub Winterthur nelle competizioni ufficiali della stagione 1992-1993.

## Rosa
Aggiornata al 6 luglio 1992.
| N. |                     | Ruolo | Calciatore      |
| -- | ------------------- | ----- | --------------- |
|    | Svizzera (bandiera) | D     | Marc Bächinger  |
|    | Svizzera (bandiera) | D     | Michael Balmer  |
|    | Svizzera (bandiera) | C     | Flavio Battaini |
|    | Svizzera (bandiera) | C     | Harald Baumann  |
|    | Svizzera (bandiera) | A     | Oliver Bellwald |
|    | Germania (bandiera) | C     | Joachim Löw     |
|    | Svizzera (bandiera) | C     | André Meier     |
|    | Svizzera (bandiera) | D     | Markus Michael  |
|    | Svizzera (bandiera) | A     | Sascha Müller   |

| N. |                     | Ruolo | Calciatore         |
| -- | ------------------- | ----- | ------------------ |
|    | Svizzera (bandiera) | C     | Markus Nyfeler     |
|    | Svizzera (bandiera) | C     | Patrick Ramsauer   |
|    | Marocco (bandiera)  | C     | Chouaib Saykouk    |
|    | Svizzera (bandiera) | P     | Yannick Schwery    |
|    | Svizzera (bandiera) | D     | Renato Spaccaterra |
|    | Germania (bandiera) | A     | Jerzy Tannhäuser   |
|    | Svizzera (bandiera) | A     | Axel Thoma         |
|    | Svizzera (bandiera) | D     | René Weiler        |
|    | Svizzera (bandiera) | P     | Daniel Windler     |

## Arrivi e partenze
| Acquisti | Acquisti        | Acquisti     | Acquisti   |
| -------- | --------------- | ------------ | ---------- |
| C        | Joachim Löw     | Sciaffusa    | definitivo |
| A        | Sascha Müller   | Brüttisellen | definitivo |
| C        | Markus Nyfeler  | Wettingen    | definitivo |
| C        | Chouaib Saykouk | Zurigo       | definitivo |
| A        | Axel Thoma      | Sciaffusa    | definitivo |
| P        | Daniel Windler  | Sciaffusa    | definitivo |

| Cessioni | Cessioni           | Cessioni     | Cessioni   |
| -------- | ------------------ | ------------ | ---------- |
| C        | Adrian Allenspach  | Sciaffusa    | definitivo |
| C        | Renat Ataulin      | ???          | definitivo |
| A        | Peter Lötscher     | Kriens       | definitivo |
| A        | Nikolaj Pisarew    | ???          | definitivo |
| P        | Christian Reinwald | Basilea      | definitivo |
| A        | Pedro Somosa       | Brüttisellen | definitivo |
| .        | Stutz              | Muri         | definitivo |
| D        | Mario Uccella      | Brüttisellen | definitivo |